# Juan Félix Sánchez
Juan Félix Sánchez Sánchez (San Rafael de Mucuchíes, Venezuela, 16 de mayo de 1900 - Mérida, Venezuela, 18 de abril de 1997) fue un arquitecto y artista venezolano, quien también se desempeñó como agricultor, juez, político y narrador. Su obra más conocida es la Capilla de Piedra de San Rafael de Mucuchíes, la cual se convertiría en una de las obras arquitectónicas más reconocidas de los Andes venezolanos.

## Biografía
Juan Félix nace en San Rafael de Mucuchíes uno de los pueblos más alto del estado Mérida, en la casa de sus abuelos maternos, sus padres fueron Benigno Sánchez y Vicenta Sánchez. En 1907 inicia sus estudios de primaria, los cuales deja en 1914 para unirse a los trabajos del campo con su padre. De joven viaja a conocer a Venezuela, visitando a Maracaibo, Cumaná y a Caracas. A su regreso asume el cargo de secretario en la prefectura del pueblo, al mismo tiempo se dedicó a aprender el arte del tejido de lana cruda con doña Isaina Dávila, madre de la que va a ser después su compañera de vida Epifania Gil. Su primera cobija la teje en 1925 y la llama ¨Reinosa¨. Esta actividad la combinaba con las presentaciones públicas que realizó como titiritero, payaso, mago y equilibrista.
Su primera obra escultórica la realiza en 1935, tallas elaboradas en mármol (un Cristo, La Virgen y Magdalena). En 1941 trabaja bajo la supervisión del Padre Ángel Sánchez Alcántara en la reconstrucción de la iglesia del pueblo. En ese mismo año muere su madre, evento que marcó su crecimiento artístico en su vida, creando el telar de tres liso. En ese momento decide terminar su período de Juez Municipal en 1943 para mudarse con su mujer Epifania a su casa en El Potrero, en el corazón de El Tisure, a más de seis horas en Bestia desde la Mucuchache de San Rafael.
En 1952, el día 14 de septiembre, decide rendir homenaje a la Virgen de Coromoto, haciendo la promesa de construir una capilla al filo del Tisure. Dos años después viaja a Guanare y trae una imagen de la Virgen, del mismo modo termina de construir la capilla que la llamó "El bohío". Sus siguientes años los dedicaría a transformar ese sitio en el complejo religioso de El Tisure.
Durante 30 años, aproximadamente, realiza un muro para cerrar el complejo, escaleras de piedras, una segunda capilla, el pesebre, la capilla grande dedicada a José Gregorio Hernández, mesa de altar, la torre, la talla del Cristo, y todas las tallas del Calvario entre otros detalles.
Para 1979 tejió cinco cobijas para la Galería Yaker. En 1982 se organiza la primera exposición en el Museo de Arte Contemporáneo Sofía Imber y el presidente de la República Luis Herrera Campins declara a la obra de Juan Félix Sánchez Patrimonio Nacional.
Murió el 18 de abril de 1997 teniendo 96 años, fue enterrado en la Capilla de San Rafael de Mucuchíes, junto a Epifania Gil.
En 1999 fue creada en San Rafael de Mucuchíes la Biblioteca pública "Juan Félix Sánchez y Epifania Gil" cuya sede se ubica frente a la casa, actualmente convertida en Museo, y de la Capilla de Piedra.

## Premios
- Premio Aquiles Nazoa, 1987.
- Premio Nacional de Artes Plásticas, 1989.

## Obras
Sus obras arquitectónicas más conocidas son la Capilla del Filo del Tisure, dedicada al Dr. José Gregorio Hernández, y la Capilla de Piedra, ubicada en San Rafael de Mucuchíes. Los materiales empleados son la piedra y la madera, casi sin desbastar, sin uso del cemento, el artista los usaba tal como los encontraba en la montaña, para hacer con ellos paredes, soportes, mueble, y tallas entre las religiosas se encuentra las tallas de El Calvario, los cristos entre otros, y en las tallas históricas representa a personajes como Simón Bolívar o el héroe indígena local: El Indio Tinjacá.
Otro de sus aportes importantes es el valor de sus tejidos , mantas y ruanas de lana, él modifica el telar tradicional andino de dos pedales en uno de tres lizas o viaderas , capaces de llevar a cabo una urdimbre más compleja y que permitía introducir tejidos mejores y más llamativos. Llegó a ser considerado como el mejor tejedor de la zona, por la calidad del tejido y los diseños obtenidos. Él mismo llamó a estos diseños de "M" y de "cuadros", respectivamente, por las figuras que lograba.
Algunas de sus frases más importantes que nos hace recordar por siempre son:
"Yo no hice esto por facha, ni para nada, sino ideas mías para tener una obra aquí, porque uno por donde pasa debe, más que sea, rastro dejar, una huella... Y cuando yo me muera me voy a ir al sitio de los sueños, en donde sabré si los sueños míos eran verdades..."

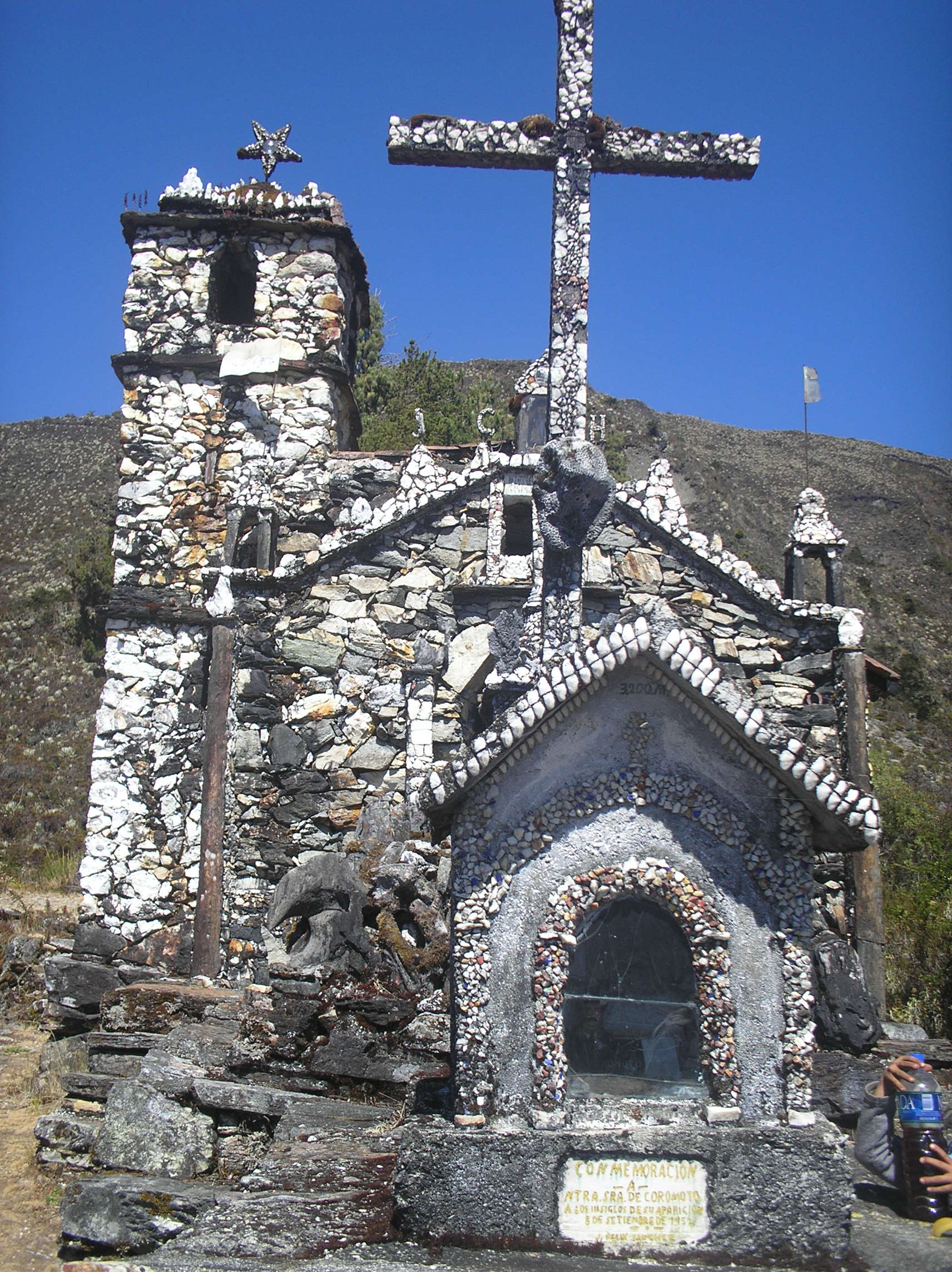
Capilla del Tisure, construida por Juan Félix y Epifania Gil, vista desde el frente.
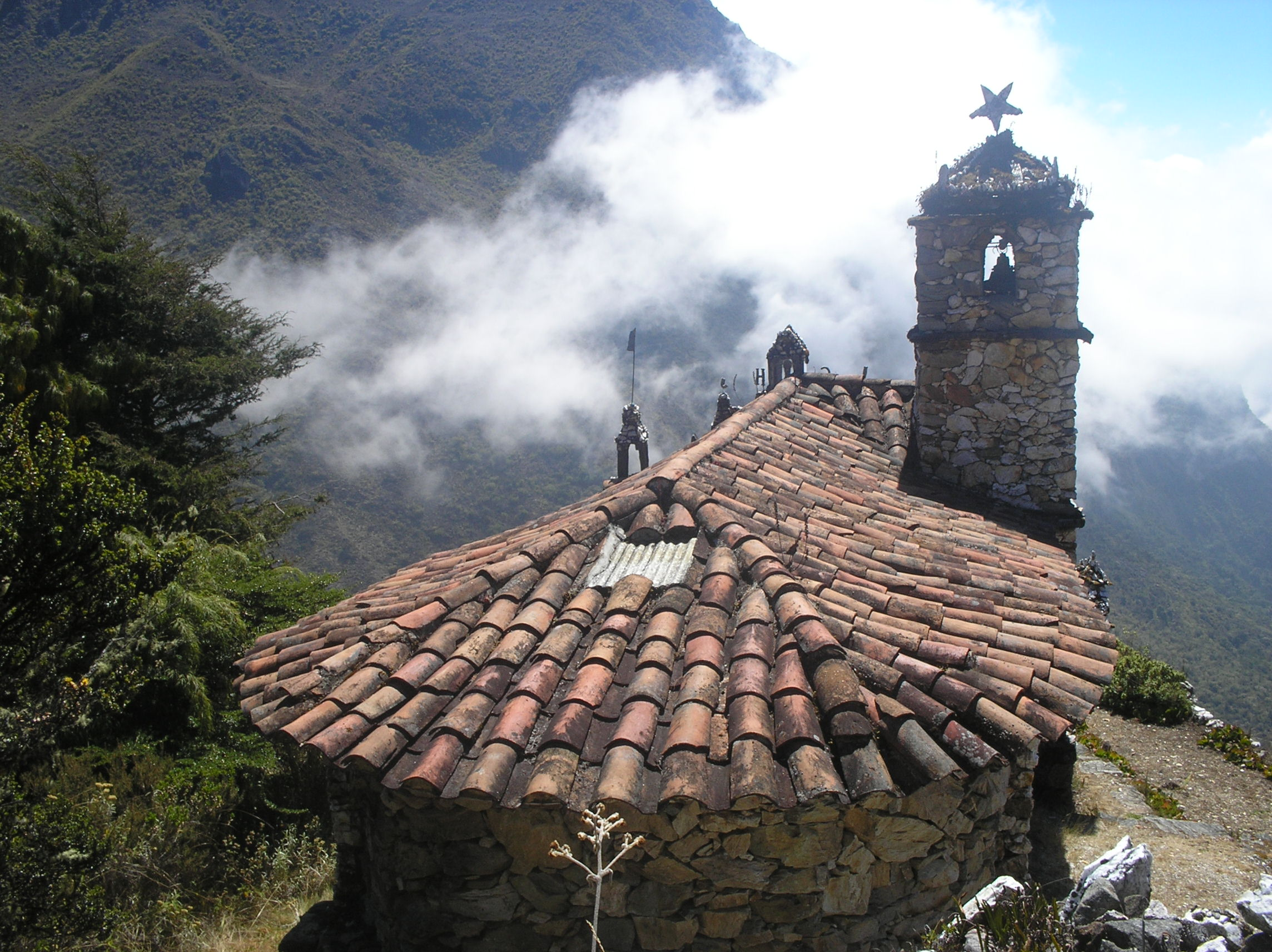
Capilla del Tisure, vista desde atrás.
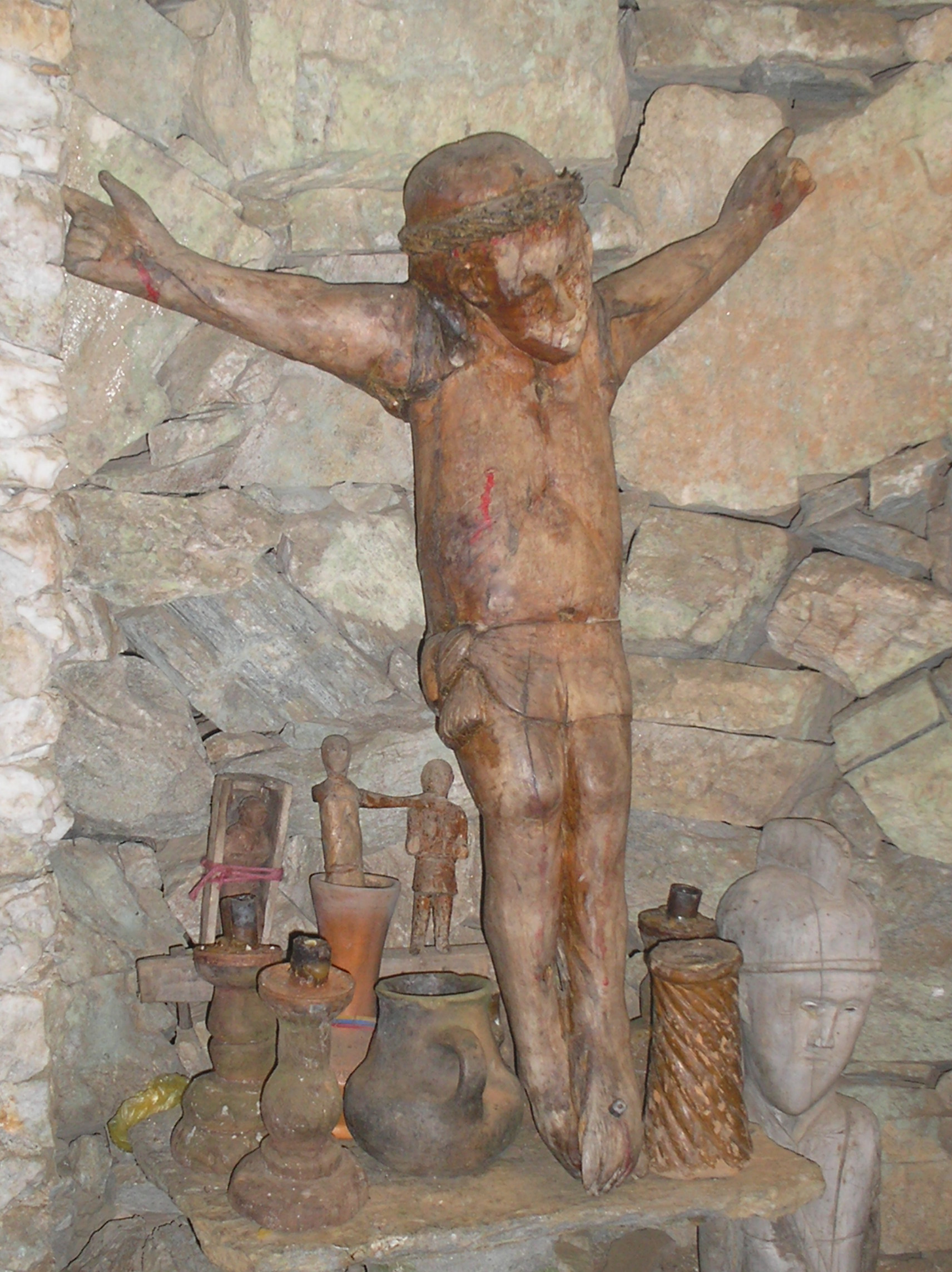
Escultura de madera de Cristo, tallada por Sánchez.